# Institut Antituberculós Francesc Moragas
L’Institut Antituberculós Francesc Moragas fou un centre sanitari fundat el 1932 per Conrad Xalabarder i Puig, destinat a l’assistència i control de malalts i familiars, a investigació i a la docència. Era conegut popularment amb el nom dels Dispensaris Blancs, i estava ubicat al Passeig de Sant Joan de Barcelona. És considerat el primer centre de recerca biomèdica de Barcelona.